# Aspidites melanocephalus
Espèce
Synonymes
- Aspidiotes melanocephalus Krefft, 1864
- Aspidites melanocephalus adelynensis Hoser, 2001
- Aspidites melanocephalus davieii Hoser, 2001

Statut CITES
Aspidites melanocephalus, le Python à tête noire ou Python à tête noire d'Australie, est une espèce de serpents de la famille des Pythonidae.

## Répartition

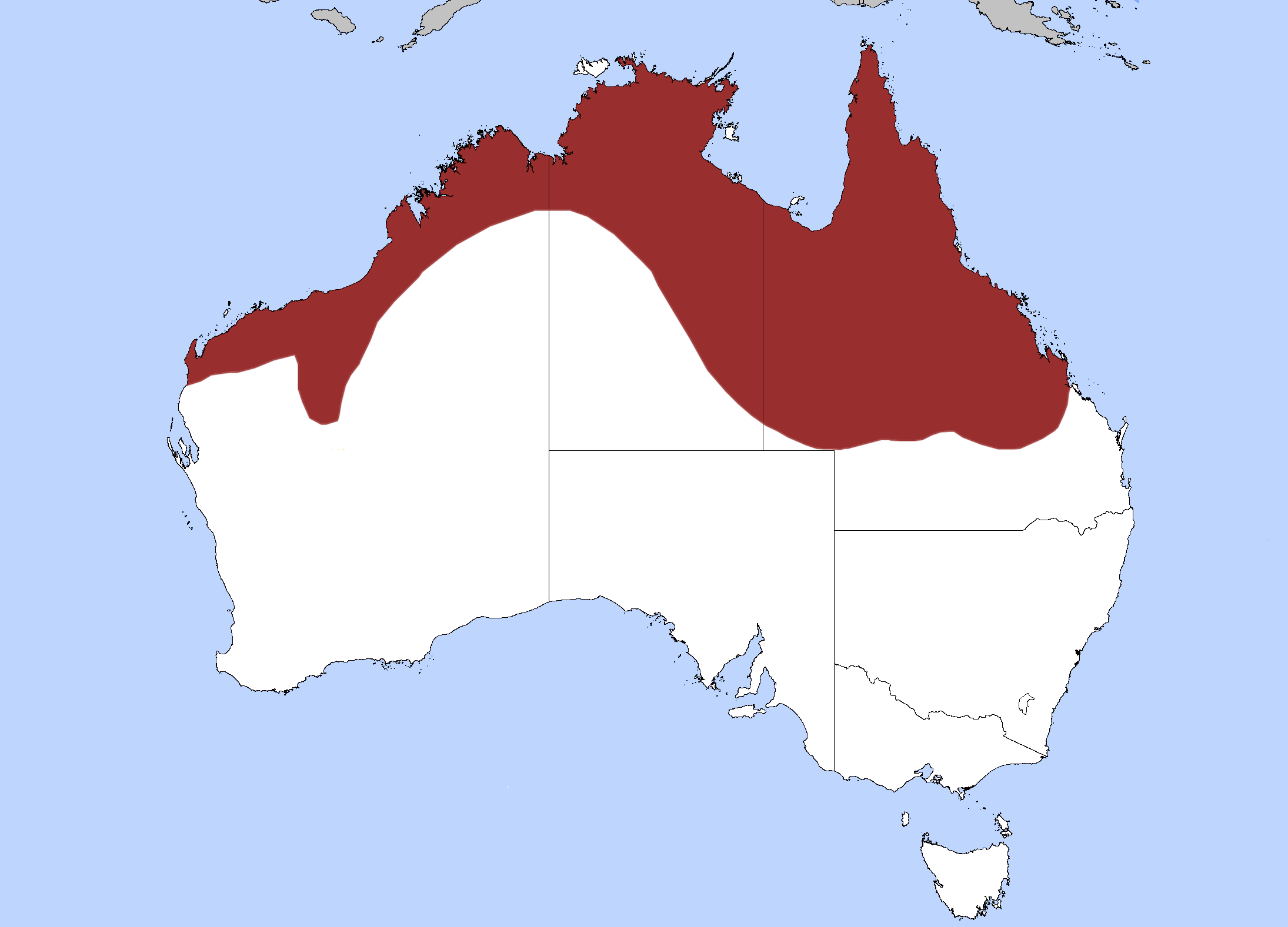

Cette espèce est endémique d'Australie. Elle se rencontre dans le Territoire du Nord, au Queensland et en Australie-Occidentale.

## Habitat
On le trouve dans la moitié Nord du pays, à l'exclusion des régions les plus arides. On le trouve dans des zones tropicales humides à semi-aride.
Ce serpent terrestre se trouve souvent dans les rochers et les zones caillouteuses. S'il est dérangé, il siffle bruyamment, mais il mord rarement. Il peut parfois frapper avec la gueule fermée, mais en général, il se laisse manipuler facilement. C'est un bon nageur, mais il ne va presque jamais à l'eau.

## Description

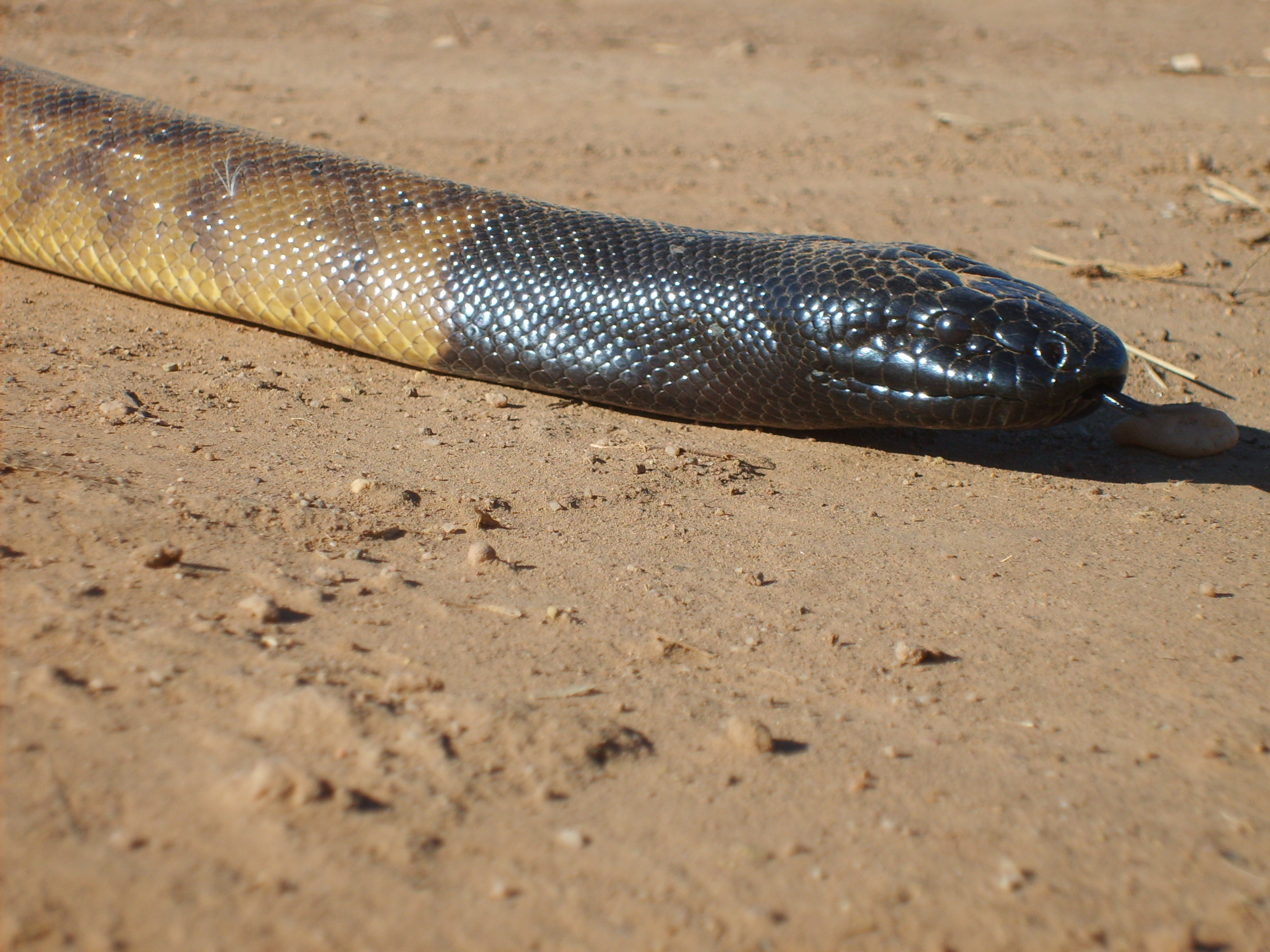

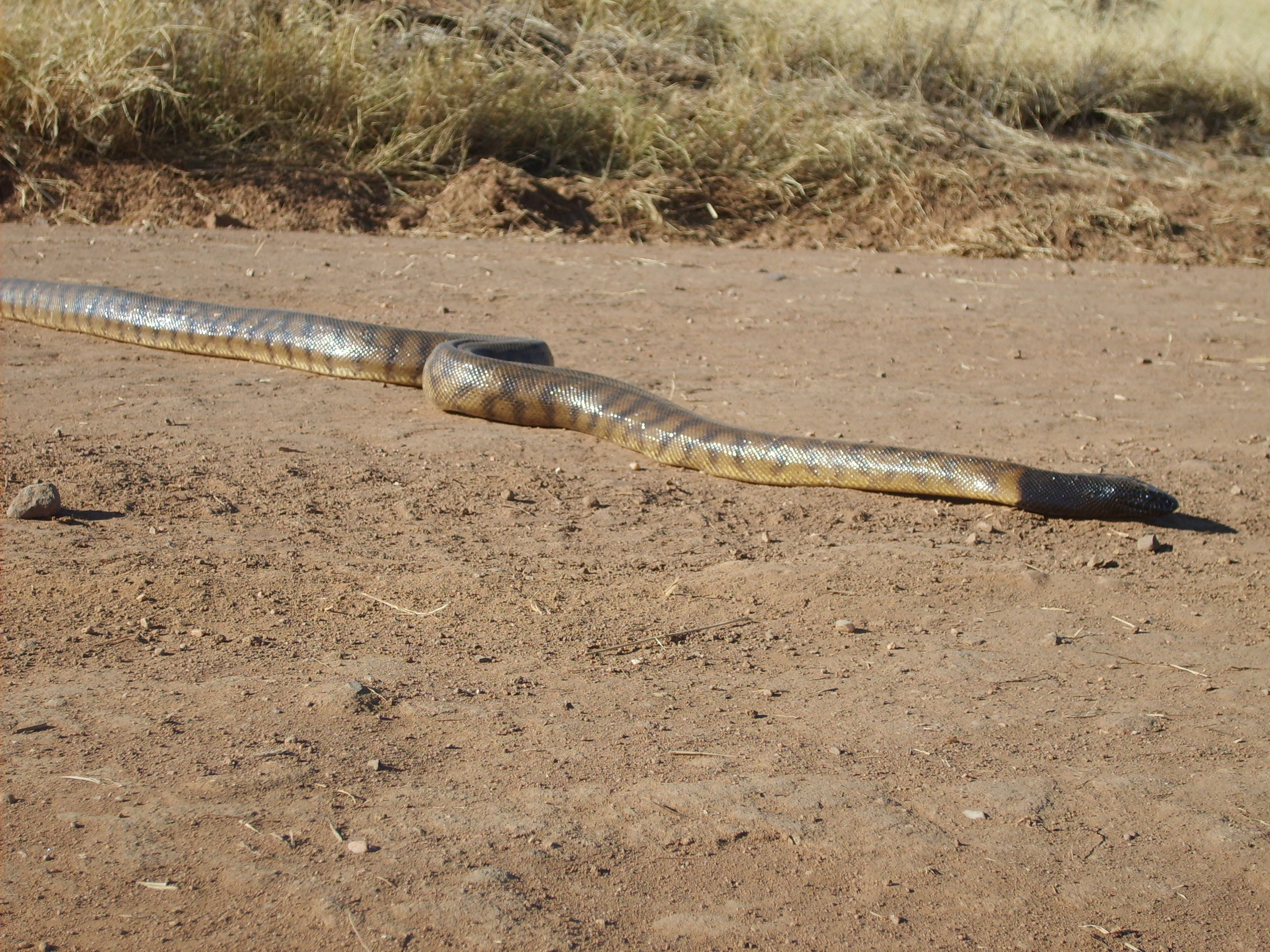

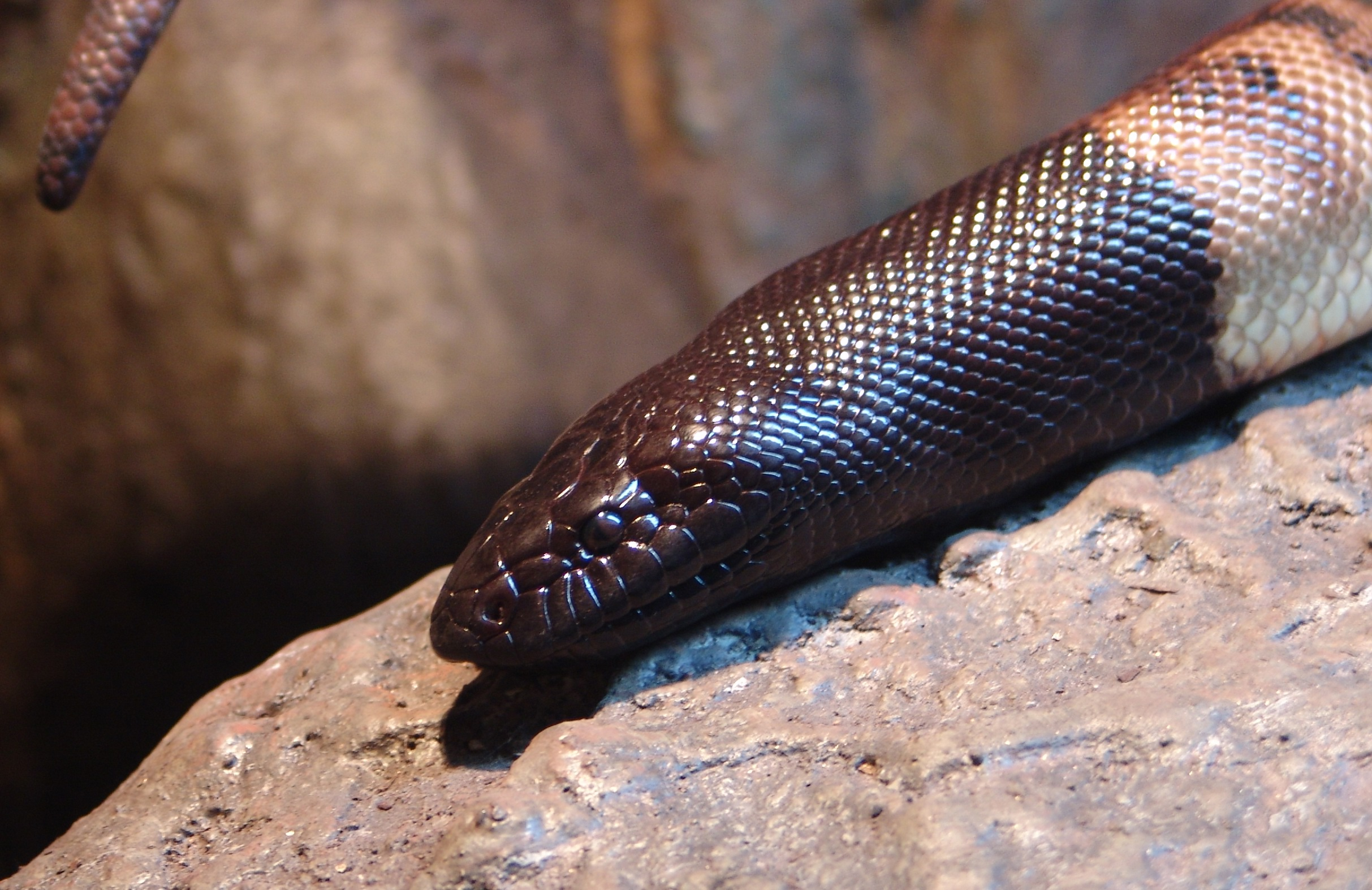

C'est un serpent constricteur qui peut mesurer jusqu'à trois mètres de long bien qu'il soit généralement plus petit. Le corps est musclé avec un profil aplati ; la queue est fine. Il est souvent confondu avec le Serpent brun, Pseudonaja textilis.

## Alimentation
Son régime alimentaire se compose principalement de reptiles mais il peut se nourrir de mammifères s'il y en a de disponibles.

## Reproduction
Cette espèce est ovipare, la femelle pond de 5 à 10 œufs par couvée et reste enroulée sur ses œufs jusqu'à leur éclosion, qui a lieu habituellement après 2 à 3 mois. Le jeune a de petites proies dès deux jours après l'éclosion. Les immatures sont vulnérables à la prédation, notamment le cannibalisme. Les adultes n'ont pas de prédateurs naturels autres que les dingos et les humains.

## Étymologie
Son nom d'espèce, du grec ancien μέλας, mélas, « noir », et κεφαλή, képhalế, « tête », lui a été donné en référence à sa livrée.

## Publication originale
- Krefft, 1864 : Description of Aspidiotes melanocephalus, a new snake from Port Denison. Proceedings of the Zoological Society of London, vol. 1864, p. 20-22 (texte intégral).